# Mehmed VI
Mehmed VI (14 janvier 1861 – 16 mai 1926) surnommé Vehideddin est le 36e et dernier sultan ottoman de 1918 à 1922, ainsi que l'avant-dernier calife ottoman.
Frère de Mehmed V, il devient héritier au trône après le suicide du fils d'Abdülaziz, Şehzade Yusuf Izzeddin. Son père est le sultan Abdülmecid Ier (1823-1861) et sa mère est Gülistu Kadın (en) (1830-1861), une princesse abkhaze. 
Il tente de sauver l'Empire ottoman après la défaite dans la Première Guerre mondiale, mais est attaqué par les nationalistes turcs, Jeunes-Turcs et kémalistes, qui n'acceptent pas qu'il les cible dans les procès d'Istanbul, qui visent les hauts responsables du génocide arménien, comme Taalat Pacha ou Mehmed Kemal, et pour avoir lancé des fatwas contre ceux-ci. 
Les négociations de Mehmed VI avec la Triple-Entente, pour essayer de sauver ce qu'il reste de l'Empire, sont extrêmement mal vues par ces groupes aussi, et ils entrent en rébellion ouverte, votant l'abolition de l'Empire et la création de la Turquie.
Il quitte la Turquie en 1922 après l'abolition de l'Empire ottoman et reconnaît le califat d'Abdülmecid II puis de Hussein ben Ali après l'abolition du califat ottoman par Mustafa Kemal Atatürk.
Il meurt à Sanremo le 16 mai 1926 et est enterré à Damas avec les honneurs dus à un calife par le fils de Hussein, Fayçal, Mustafa Kemal Atatürk refusant qu'il soit enterré en Turquie.

## Biographie

### Dernier sultan ottoman

#### Fin de la Première Guerre mondiale
Mehmed VI accède au trône de l'Empire ottoman le 3 juillet 1918, à la mort de son frère Mehmed V, dans un contexte politique complexe. L'Empire ottoman est alors engagé dans la Première Guerre mondiale aux côtés de l'Allemagne. Les Britanniques occupent Jérusalem et Bagdad, sans pour autant menacer directement les bases de la puissance ottomane.
Cependant, l'effondrement bulgare en septembre 1918 coupe l'Empire de ses alliés et rend vulnérable la capitale, Constantinople. Le 13 octobre, le grand vizir Talaat Pacha, qui a engagé l'empire dans la guerre, quitte le pouvoir.
Le nouveau grand vizir, Ahmed Izzet Pacha, engage des négociations avec les Alliés. Le 30 octobre est signé l'armistice de Moudros avec les Alliés. Les Ottomans acceptent l'ensemble des exigences présentées par les Britanniques. Les Alliés obtiennent la reddition de toutes les garnisons turques en dehors de l'Anatolie, la démobilisation de l'armée ottomane, le libre passage de leurs flottes par les détroits du Bosphore et des Dardanelles, ainsi que la possibilité d'occuper le territoire de l'empire en cas de révolte. Le 13 novembre 1918, les troupes françaises, anglaises et italiennes entrent à Constantinople.

#### Traité de Sèvres et conséquences
Mehmed VI choisit de mener une politique de coopération avec les Alliés afin d'obtenir des conditions de paix clémentes. Le sultan cherche à punir les chefs du parti Jeunes-Turcs comme responsables de la défaite et du génocide arménien. Talaat Pacha et Djemal Pacha, au pouvoir depuis 1913, s'enfuient en Allemagne, avant d'être condamnés à mort par contumace par les cours martiales de 1919. Quant au parlement, il est dissous le 22 décembre 1918.
Le 4 mars 1919, Damat Ferid Pacha est nommé grand vizir. La politique anglophile du gouvernement provoque la fureur des nationalistes. Tandis que les Alliés discutent de la neutralisation de Constantinople et des détroits, 20 000 soldats grecs débarquent à Smyrne sous prétexte de protéger les chrétiens de la ville, conformément à l'article 7 de l'armistice de Moudros. Dès lors, une résistance s'organise sous la direction de Mustafa Kemal. Ce dernier invite le sultan à se mettre à la tête du mouvement. Mais le 8 juillet 1919, Mehmed VI casse le grade de général de Kemal et signifie aux autorités militaires et civiles de ne plus lui obéir. Désormais, deux pouvoirs se font face dans l'empire.
Mustafa Kemal met en place un gouvernement provisoire. Pour sauver la situation, Mehmed VI renvoie Damat Ferid Pacha et convoque de nouvelles élections. Les députés nationalistes remportent la majorité des sièges. Les Alliés craignant une opposition du parlement ottoman aux négociations du traité de paix font arrêter les chefs nationalistes. Finalement, le 11 avril 1920, le sultan dissout l'assemblée tandis que Mustafa Kemal fait élire la Grande assemblée nationale le 23 avril. 
Sentant son autorité décroitre, Mehmed VI charge son ministre de la guerre, Soliman Chevket Pacha, de former une armée pour combattre les nationalistes. Le prestige du sultan étant atteint, l'armée prend le nom d'"armée du calife" afin de placer les adversaires du pouvoir comme ennemis de Dieu. 
Le 10 août 1920, Mehmed VI signe le traité de Sèvres qui entérine le démembrement de l'Empire ottoman. Les conditions imposées par les Alliés sont humiliantes pour les Turcs. Les provinces arabes sont cédées aux Français et aux Britanniques, la Thrace orientale à la Grèce, les Turcs ne conservant en Europe que la ville de Constantinople. En outre, un État arménien et un État kurde sont créés à l'est de l'Anatolie. L'administration et les finances sont placées sous la tutelle des Alliés. L'armée est limitée à 15 000 hommes et 35 000 gendarmes et la flotte est livrée aux Alliés.

#### Chute
L'humiliation du traité de Sèvres fait perdre à Mehmed VI ses derniers soutiens. Les soldats de l'armée du calife rejoignent Mustafa Kemal. Alors que la position de ce dernier se renforce grâce à ses victoires militaires et diplomatiques, le sultan n'exerce plus aucune autorité sur son empire.
Après la victoire turque sur les Grecs et l'armistice de Mudanya le 11 octobre 1922, la Grande assemblée nationale vote l'abolition du sultanat le 1er novembre 1922.

### Exil et dernières années

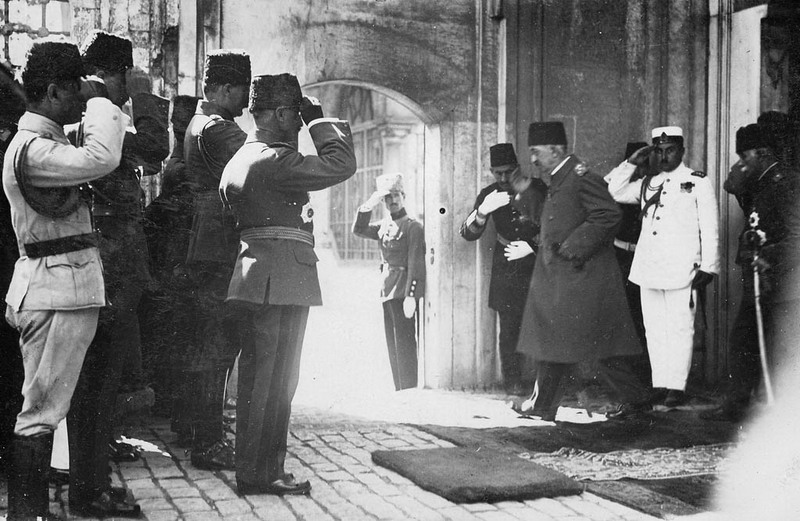
Le sultan Mehmed VI, quittant le palais de Dolmabahçe à Constantinople quelques jours après sa déposition.

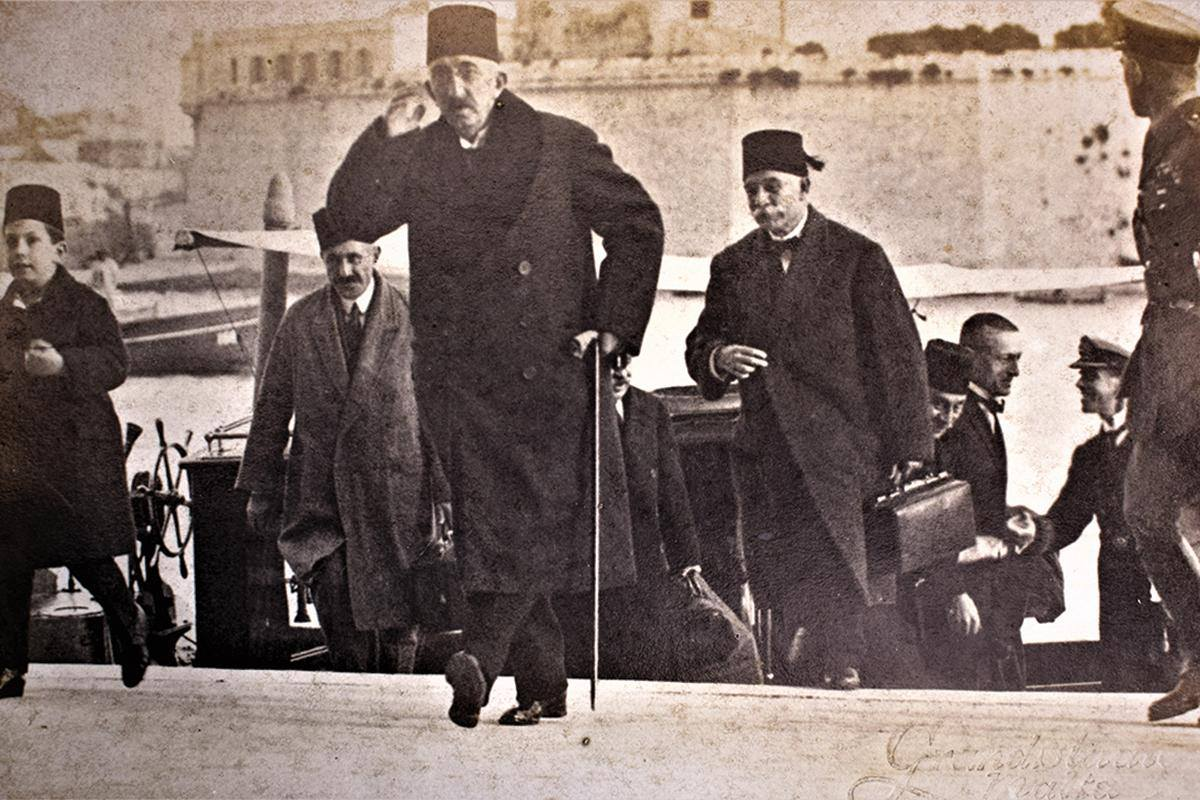
L'ancien sultan arrivé à Malte, le 9 décembre 1922.

Le 17 novembre 1922, Mehmed VI quitte Constantinople sur le cuirassé britannique HMS Malaya. Craignant d'être jugé, il trouve refuge à Malte. Le 18 novembre, la Grande assemblée nationale élit Abdülmecid II, cousin du sultan déchu, nouveau calife. L'ancien sultan ne reconnaît pas la décision de la Grande assemblée nationale de le déchoir de son titre de calife. Quelques semaines après son arrivée à Malte, il se rend à La Mecque à l'invitation du chérif Hussein (15 janvier - 2 mai 1923). Cependant, ses intentions lors de ce pèlerinage sont mal connues.

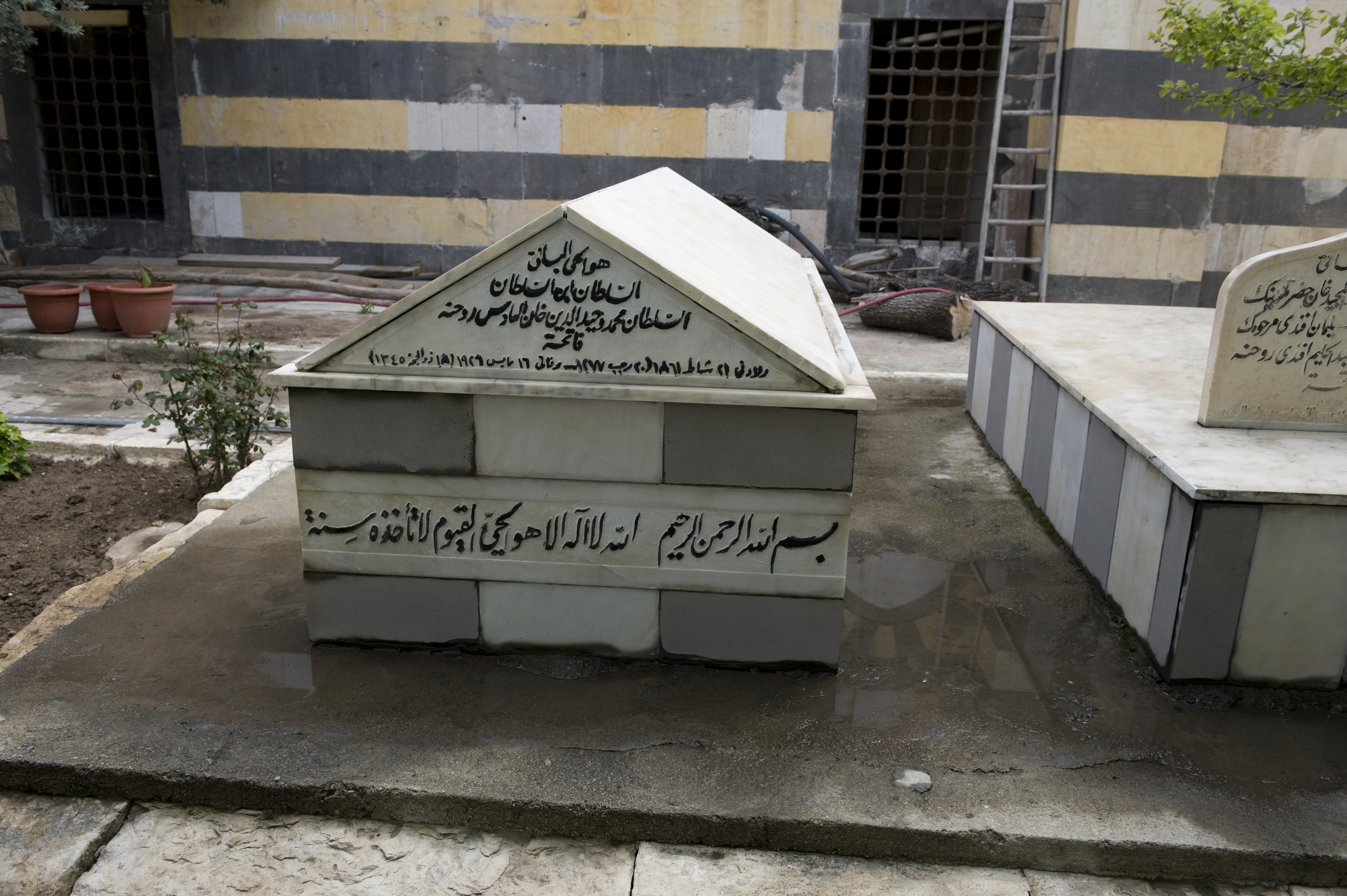
La tombe de Mehmed VI, dans le cimetière de la takiyya Sulaymaniyya, à Damas, en Syrie.

En mai 1923, il s'installe à Sanremo, en Ligurie, Italie. Ses dernières années de vie sont vécues dans des conditions matérielles difficiles, le sultan ayant abandonné sa fortune lors de son départ en exil. Il meurt d'une crise cardiaque le 16 mai 1926 à l'âge de 65 ans. Ses funérailles sont célébrées à Damas où il est inhumé, son corps n'étant pas accepté en Turquie.